# Baghanis
Baghanis – wieś w Armenii, w prowincji Tawusz. W 2011 roku liczyła 893 mieszkańców.